# Collection (album av Magnus Uggla)
Collection är ett halvofficiellt dubbelt samlingsalbum från 1986 av Magnus Uggla. Albumet släpptes för den finländska marknaden.

## Låtlista
Sida ett
1. "IQ" ("Blue Blue (Victoria)")
2. "Jazzgossen"
3. "Raggarna"
4. "Mälarö kyrka"
5. "Vi möttes bara för en kväll"
6. "Astrologen"

Sida två
1. "Varning på stan"
2. "Barn av sin stad"
3. "Just den där"
4. "Centrumhets" ("Metro Jets")

Sida tre
1. "Sommartid"
2. "Asfaltbarn"
3. "Vår tid 1977"
4. "Rock’n roll revolution"
5. "Hjärtekrossare"

Sida fyra
1. "Bobbo Viking"
2. "Lena"
3. "Ja just du ska va gla"
4. "Draget"
5. "Panik"